# 松井茂 (詩人)
松井 茂（まつい しげる、1975年 - ）は、日本の詩人、情報科学芸術大学院大学メディア表現研究科教授。

## 経歴
東京都に生まれる。
1999年に武蔵大学人文学部日本文化学科を卒業した。大学在学中の1998年から、アルク出版企画で編集者を務めていた。また、編集プロダクションでの勤務歴も持つ。
2005年から東京芸術大学大学院映像研究科でcrest研究員、特任講師、リサーチセンター特任研究員、芸術情報センター助教を務めた。
2015年から情報科学芸術院大学に勤務している。
2012年度は「村木良彦資料に関するアーカイブ的研究」（放送文化基金）「草創期テレビジョンの思想的想像力を探る」（NHKアーカイブス学術利用トライアル研究II）に参画。 

## 著作
詩集
- 『同時並列回路』（2006年）
- 『オルガ・ブロスキーの墓』（2006年）
- 『時の声』（2010年）[3]

編著
- 『虚像の時代 東野芳明美術批評選』（河出書房新社、2013年）
- 『日本の電子音楽 続 インタビュー編』（engine books、2013年）[4]
- 『テレビ･ドキュメンタリーを創った人々』（NHK出版、2016）[5]
- 『虚像培養芸術論　アートとテレビジョンの想像力』（フィルムアート社、2021年）
- 『坂本龍一のメディア・パフォーマンス マス・メディアの中の芸術家像』 （川崎弘二、坂本龍一との共著）フィルムアート社、2024年

## 展示
- 「宥密法」（豊田市美術館）
- 「エフェメラル」（ACAC）
- 「美と価値」（府中市美術館）
- 「いったい何がきこえているんだろう」（ICC）[3]

## 企画
- 「磯崎新 12×5＝60」 （ワタリウム美術館、2014、15年）
- 「磯崎新の謎 」（大分市美術館、2019年）[6]